# Sonata per pianoforte a quattro mani K 358/186c
La Sonata per pianoforte a quattro mani K. 358/186c è un'opera composta da Wolfgang Amadeus Mozart, uno dei più grandi compositori del periodo classico. Questa sonata è nota per la sua brillantezza e per la sua struttura equilibrata, tipica dello stile mozartiano.

## Storia e contesto
La sonata è stata composta intorno al 1784-1785, un periodo in cui Mozart si dedicava molto alla musica da camera e alle composizioni per pianoforte. La sua data di catalogazione come K. 358/186c si riferisce alla numerazione del Köchel, che classifica le opere di Mozart in ordine cronologico. La presenza del numero 186c indica che si tratta di una composizione attribuita a Mozart, ma con qualche incertezza sulla data esatta di creazione.

## Struttura e caratteristiche
La sonata è scritta per due pianisti che suonano insieme su un unico strumento a tastiera, tipicamente un pianoforte a coda o un fortepiano. La composizione si compone di due movimenti principali:
- Allegro: caratterizzato da un ritmo vivace e melodie brillanti, tipiche dello stile mozartiano.
- Andante: un movimento più lento e espressivo, che permette ai due interpreti di dialogare attraverso le linee melodiche.

L'opera si distingue per la sua semplicità elegante e per la capacità di coinvolgere sia i musicisti che gli ascoltatori con le sue melodie orecchiabili e la sua armonia equilibrata.

## Significato e ricezione
La Sonata K. 358/186c rappresenta un esempio eccellente della musica da camera di Mozart, evidenziando la sua abilità nel scrivere per strumenti a tastiera e nel creare musica che unisce virtuosismo e raffinatezza. È molto apprezzata sia dai musicisti professionisti che dagli appassionati di musica classica.